# Vasile Lițu
Vasile Lițu (n.  ? – d. 1922, Vatra Dornei, România) a fost un profesor român din Bucovina, care a fost ales deputat în primul parlament al României Mari (1919–1920).

## Biografie
A absolvit Universitatea din Cernăuți și ulterior a fost profesor la Gimnaziul Superior de Stat III din Cernăuți, la Gimnaziul Superior Greco-Oriental din Suceava și primul director al nou înființatului liceu din Vatra Dornei (după Primul Război Mondial). 
A fost membru al Societății Studențești „Dacia” și a participat la organizarea participării bucovinenilor la manifestările jubiliare de la București din 1906. A fost editor și redactor responsabil al noii serii a publicației sucevene Revista politică (1910-1911), a sprijinit Societatea Academică Junimea (1911-1912) și a fost membru al Societății pentru Cultura și Literatura Română în Bucovina în perioada austro-ungară.
În contextul Primului Război Mondial ca urmare a acțiunilor întreprinse de generalului Eduard Fischer asupra populației din Bucovina, Vasile Lițu a ajuns în tabăra internaților din Thalerhof⁠(en)[traduceți], unde a rămas internat până la 10 decembrie 1914, fiind apoi transferat la Graz, până în septembrie 1917.
A fost ales deputat din partea Partidului Democrat al Unirii, circumscripția Dorna (județul Câmpulung), în primul Parlament al României Mari (noiembrie 1919 – 1920).

### Decesul
A decedat în anul 1922 la Vatra Dornei, localitate în care astăzi o stradă îi poartă numele.